# Paul Warwick (rugby à XV)
Pour les articles homonymes, voir Paul Warwick.

a Compétitions nationales et continentales officielles uniquement.

b Matchs officiels uniquement.
Dernière mise à jour le 3 juillet 2025.
Paul Warwick, né le 8 janvier 1981 à Brisbane (Australie), est un joueur australien de rugby à XV et de rugby à sept. Joueur polyvalent, il joue principalement aux postes de demi d'ouverture et d'arrière. 

## Biographie
Paul Warwick est scolarisé au Nudgee College (en), où il pratique le rugby à XV. Il représente la sélection scolaire australienne en 1998. Après sa scolarité, il passe au rugby à XIII et rejoint les équipes de jeunes des Brisbane Broncos.
Bloqué par la concurrence, il fait son retour à XV quelques années plus tard et joue avec le Manly RUFC en Shute Shield,. Il fait également partie de l'effectif de la franchise professionnelle des Queensland Reds, avec qui il ne joue aucun match officiel. Il dispute toutefois deux rencontres non-officielle, face aux Waratahs en 2001 à l'occasion du centenaire de la fédération australienne, et en 2002 face aux Māori All Blacks,. À la même période, il représente l'équipe d'Australie à sept sur le circuit mondial, devenant le capitaine de sa sélection lors de la saison 2003-2004.
Repéré par ses performances à sept, il obtient en 2004 un contrat avec l'équipe irlandaise du Connacht, évoluant en Ligue celtique. Il joue trois saisons avec cette équipe, disputant un total de 72 matchs.
En 2007, il rejoint la province du Munster au sein du même championnat,. Recruté pour être la doublure de Ronan O'Gara à l'ouverture, il s'impose finalement avec son club au poste d'arrière,. À la fin de sa première saison, il est remplaçant lors du sacre européen de son équipe, sans entrer en jeu. Il prend part aux victoires de son équipe en Ligue celtique en 2009 et 2011. Il joue un rôle prépondérant dans la victoire de sa province face à l'équipe nationale australienne en novembre 2010 (15-6), marquant la totalité des points de son équipe.
Il est invité à jouer avec les Barbarians en 2010, affrontant l'Angleterre et l'Irlande,.
En 2011, il quitte le Munster et s'engage avec le Stade français en Top 14 pour deux saisons.
Après deux saisons mitigées en France, il s'engage avec le club anglais des Worcester Warriors en Premiership. Au terme de sa première saison en Angleterre, il est contraint de mettre un terme à sa carrière de joueur à la suite d'une blessure aux cervicales.

## Palmarès
- Vainqueur de la Coupe d'Europe en 2008 avec le Munster.
- Vainqueur de la Ligue celtique en 2009 et 2011 avec le Munster.